# François Van Praet
François Van Praet (Brugge, 16 juni 1759 - 5 april 1832) was voorzitter van de gemeenteraad (burgemeester) van Brugge.

## Levensloop
François Van Praet was de zoon van drukker-uitgever Joseph Van Praet, de broer van Joseph-Basile Van Praet, de conservator van de Bibliothèque nationale in Parijs en van Augustinus van Praet, die de vader was van Jules Van Praet en de schoonvader van Paul Devaux.
Na zijn studietijd (waarschijnlijk bij de augustijnen in Brugge), werkte hij mee in het familiebedrijf. In 1772, pas 13, werd hij lid van de Sint-Jorisgilde en in 1778 van de Sint-Sebastiaansgilde en van de gilde in Sint-Kruis. Hij was een actief deelnemer aan de schuttersactiviteiten.
In 1790 maakte hij deel uit van de pelotons georganiseerd door de Sint-Jorisgilde, zodat hij dezelfde patriottische lijn als zijn vader volgde en mee instond voor het handhaven van de openbare orde. Hoogstwaarschijnlijk behoorde hij tot het honderdtal vrijwilligers onder de leden van de Sint-Joris- en Sint-Sebastiaansgilde dat op 26 november 1790 naar Brabant trok in een laatste poging om de terugkeer van de Oostenrijkers tegen te houden.
Bij de eerste Franse inval, november 1792, werd hij lid van het 'Genootschap der Vrienden van Eendragt, Vrijheijd en Gelijkheijd' en nam actief deel. Zo was hij o.m. op 1 december 1792 een van de vier ondertekenaars van een enthousiaste brief gericht aan de Parijse Club des Jacobins.  Jan Van Hese vernoemde hem onder "de voornaamste leden van de Jacobijnse club".

## Stadsbestuurder
Heel kortstondig werd hij tot "commissaris" van het Brugse Vrije aangesteld op 31 januari 1793. In maart werd hij, samen met enkele van zijn collega's, door de Fransen bij hun aftocht meegevoerd als gijzelaar, omdat de opgelegde oorlogsbelastingen niet waren betaald. Na enkele dagen kon hij ontsnappen.
In juni 1794 werden de Zuidelijke Nederlanden door de Franse republiek ingepalmd. Op 9 maart 1796 werd een nieuw stadsbestuur van slechts zeven leden aangesteld. Van Praet was een van hen en bevond er zich met enkele van de meest hevige pro-Franse Bruggelingen, waaronder François Goudeseune, Jean-Baptiste Goddyn senior, Jacques Hertebout, schilder Pieter Goddyn.
Dit bestuur bleef aan tot in mei 1797. Het werd toen vervangen door een in maart verkozen bestuur, dat uit traditionele en conservatieve notabelen bestond. In november 1797 werd dit al te gematigd bevonden bestuur afgezet en vervangen door enkele militante revolutionairen, onder de leiding van Joseph Van Huele. Op 20 april 1798 werd wéér een nieuw, ditmaal lichtjes gematigder bestuur aangesteld, en hiervan maakte François Van Praet deel uit. Op 14 december 1799 werd hij zelfs voorzitter van de Brugse municipaliteit (een functie overeenstemmend met die van burgemeester) en bleef dit tot augustus 1800, wanneer weer een nieuwe gemeenteraad werd aangesteld.

## Departementsbestuurder
Ondertussen was Van Praet aan een carrière in het Leiedepartement begonnen. Ook hier had het Directoire, na de staatsgreep van 18 Fructidor (4 september 1797), de gematigde leden van de departementsraad afgezet en vervangen door meer betrouwbare revolutiegezinden. De regeringscommissaris en vier van de vijf leden waren Fransen met als enige autochtoon François Van Praet, wat aantoont hoezeer hij zich als een betrouwbare Fransgezinde had laten kennen.
Tijdens de meest hevige revolutiejaren in de Zuidelijke Nederlanden - de zogenaamde Beloken Tijd - vervulde hij een bestuursrol, zowel in het stadsbestuur als in het departementsbestuur. Hij had dus zonder twijfel mee de hand in de extreme uitwassen van het Directoire : de kerkvervolging, de verkoop van nationaal goed, de invoering van de conscriptie, enz. Hij bleef deze functie - als enige van de in 1797 benoemde raad - uitoefenen tot op het einde van het Franse keizerrijk in 1814.

## Bestuurder in het Verenigd koninkrijk
Dat hij een "overlever" was, werd opnieuw duidelijk toen hij bij de overstap naar het Verenigd Koninkrijk der Nederlanden zijn functie behield en als primus inter pares zitting nam in het College der intendentie, de opvolger van de prefectorale raad. Hij bleef deze functie uitoefenen tot aan de omvorming tot College van gedeputeerden in juli 1816.
Hij behoorde tot de liberale Brugse notabelen die vonden dat de nieuwe grondwet meer positieve dan negatieve elementen bevatte, en stemde voor. Zijn loopbaan kon dan ook vlekkeloos verder lopen. Na de hervorming van de vroegere departementen tot Gedeputeerde Staten, werd hij onderintendant (voorloper van de arrondissementscommissaris) in Veurne, om in 1818 dezelfde functie te komen bekleden in Brugge, tijdelijk zelfs met bevoegdheid over het kanton Torhout en het arrondissement Oostende. Hij bleef dit ambt uitoefenen tot in 1823.
Naast zijn ambtenarenfunctie, bleef Van Praet zowel in de provincie als in de stad actief als raadslid. In 1817-1818 en van 1821 tot 1829 was hij lid van de Provinciale Staten, van 1821 tot 1829 van de Brugse gemeenteraad en van 1820 tot 1830 ook van het kiescollege voor Brugge.
In juli 1829 nam hij deel aan het "Constitutioneel Banket" dat in Brugge het eerste vertreksein gaf voor de anti-Hollandse opstand.

## Privé
Toen hij tweeënveertig geworden was, trouwde Van Praet met de zevenentwintigjarige Marie Petronille Jacoby, de zus van zijn vriend Valentin Jacoby. Het gezin bleef kinderloos.
Tijdens de verkoop van nationale goederen kocht hij in totaal 103 hectare aan, sommige daarvan samen met Jacoby, Joseph Van Huele en Jacques Devaux.
François Van Praet bleef trouw lid van de "Société Littéraire" waarvan hij van 1803 tot 1805 commissaris (zoveel als voorzitter) was. In 1819 werd hij erelid van de Koninklijke Maatschappij van Vaderlandse Taal en Letterkunde maar werd geen lid van de meer militante Maatschappij tot Nut van 't Algemeen.

## Evaluatie
François Van Praet was een jacobijnse acteur in de revolutietijd en behoorde tot het deel van de nieuwe bourgeoisie dat zich zonder veel moeite aansloot bij de opeenvolgende Franse regimes en later (met wat meer reserves) bij het Verenigd Koninkrijk.
Zonder tot de allerhevigsten te behoren, is het duidelijk dat hij een van de actieve "clubisten" en Fransgezinden was. Hij nam echter nooit ten persoonlijke titel extreme posities in. Het is dan ook niet verwonderlijk dat op 13 april 1818, bij zijn terugkeer naar Brugge, na een paar jaar werkzaamheid in Veurne, de Gazette van Brugge schreef: "Met vreugd zien de Brugse ingezetenen in hun midden terugkeren een zo agtbaer ambtenaar."